# Pärlgräsmott
Pärlgräsmott, Catoptria margaritella, är en fjärilsart som först beskrevs av Michael Denis och Ignaz Schiffermüller 1775.  Pärlgräsmott ingår i släktet Catoptria, och familjen mott. Arten är reproducerande i Sverige.

## Bildgalleri

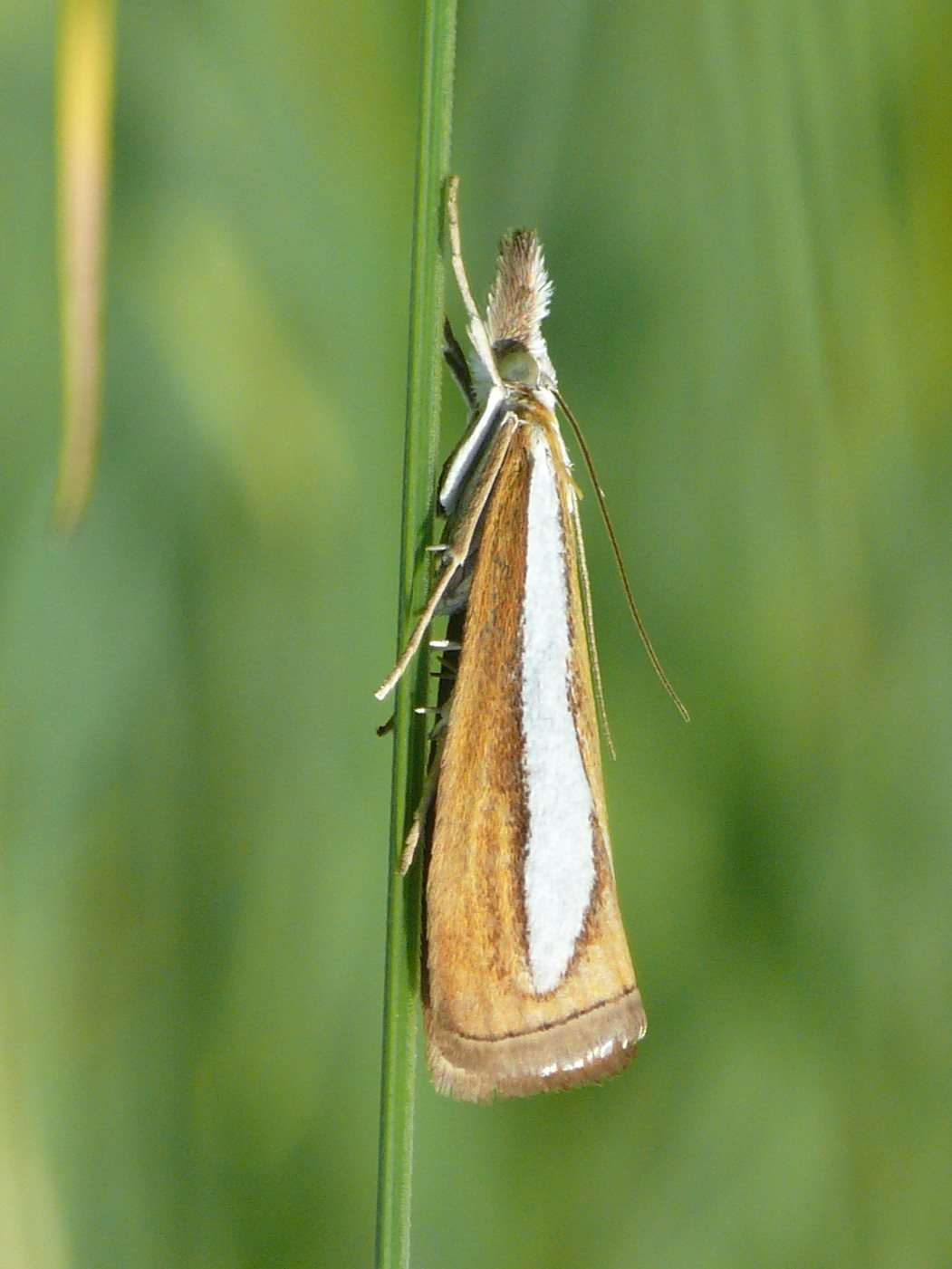
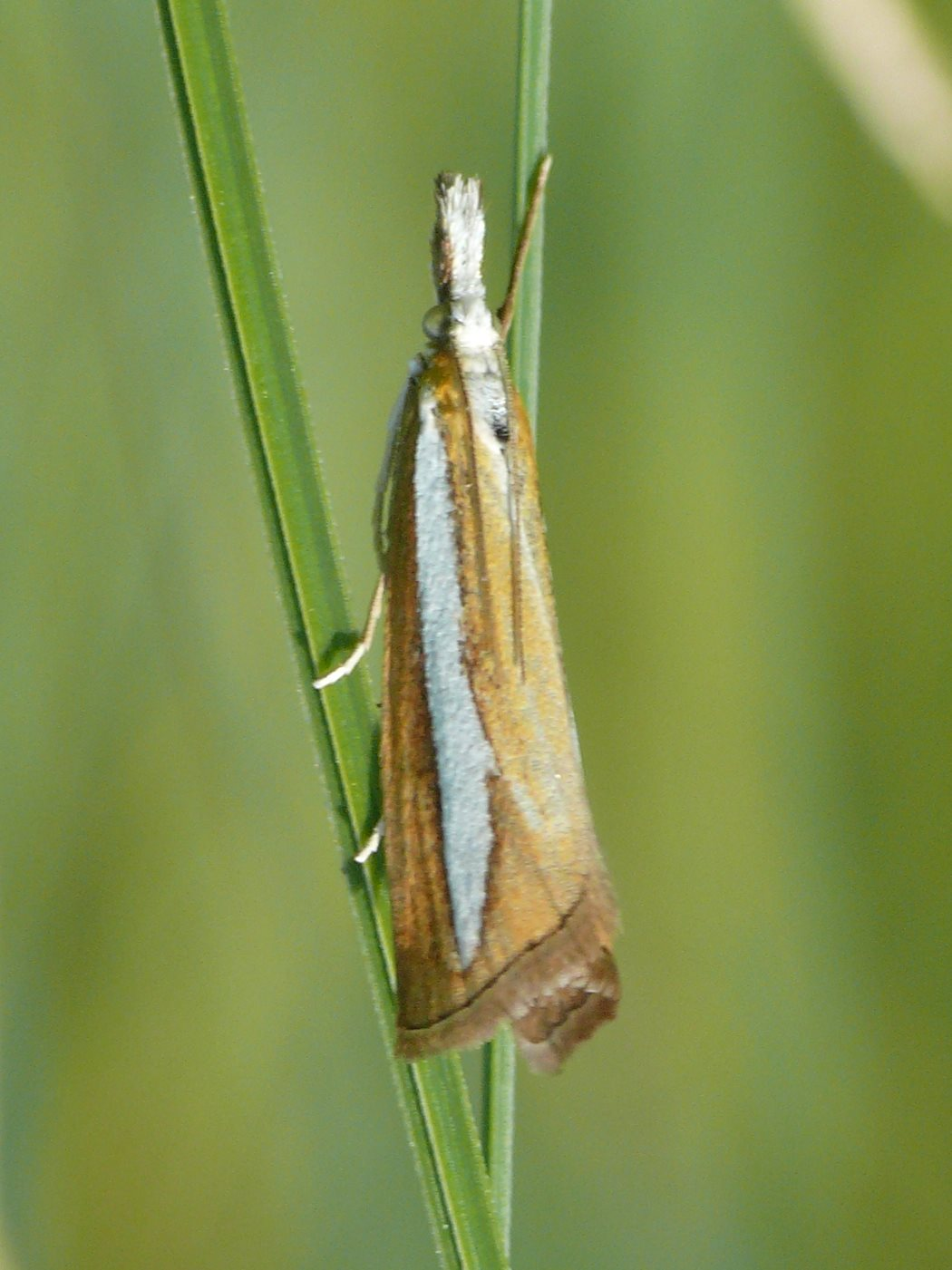
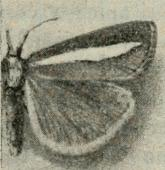
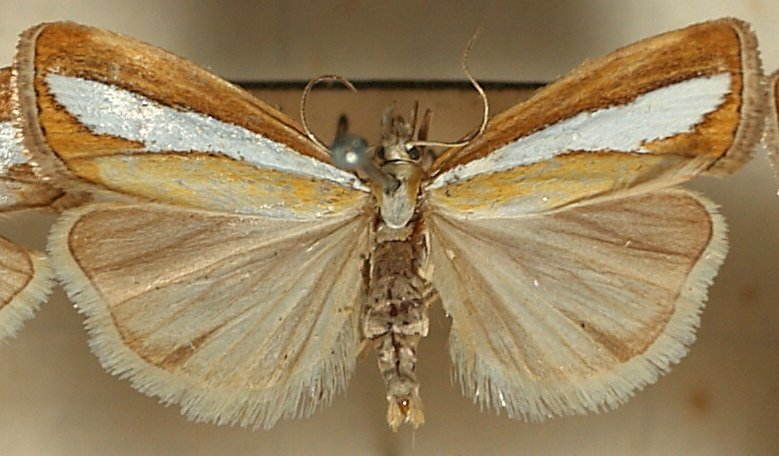